# Риверайна
Риверайна (на английски: Riverina) е обширна низинна равнина в Югоизточна Австралия, разположена в южната част на щата Нов Южен Уелс. Простира се на запад от Голямата вододелна планина, между река Мъри на юг и нейния десен приток Марамбиджи на север. Дължината ѝ от запад на изток е около 360 km, а ширината – до 180 km. Представлява древната делта на двете реки с надморска височина около 100 m. Изградена е от глини и пясъци. Климатът е субтропичен, континентален. Годишната сума на валежите варира от 250 до 500 mm. През пролетта от топенето на снеговете и през лятото от обилните валежи в Австралийските Алпи реките, течащи през нея, широко се разливат и заливат обширни пространства. Естествената растителност е представена от склерофилни евкалиптови гори и редки гори, развити върху кафеникави почви, а отделни участъци са заети от евкалипти джуджета (т.нар. мали) върху солончакови почви. Покрай големите реки растат типични евкалиптови гори. На основата на изкуственото напояване се отглеждат зърнени култури, ориз, лозя, овощни градини.
За първи път равнината Риверайна е открита и посетена от видния английски изследовател на Австралия Чарлз Стърт през 1830 г. През 1836 г. шотландският топограф Томас Мичъл извършва детайлни топографски снимки на цялата равнина.